# The Tortoise and the Hare
The Tortoise and the Hare (Brasil: A Tartaruga e a Lebre) é um curta-metragem de animação lançado em 05 de janeiro de 1935 pela United Artists, produzido por Walt Disney e dirigido por Wilfred Jackson, baseado na fábula A Lebre e a Tartaruga, de Esopo. Faz parte da série Silly Symphonies. 
Ganhou o Oscar de melhor curta-metragem de animação em 1935.
Este filme pode ter sido uma das influências para a criação do Pernalonga.

## Enredo
Ao contrário da fábula original, a corrida é um grande evento esportivo, ao invés de um desafio entre a lebre e a tartaruga. Max Lebre é o grande favorito para ganhar; ele é arrogante, atlético e incrivelmente rápido. Seu adversário, Toby Tartaruga, é provocado e vaiado por ser lento e desajeitado. Ele parece ter a capacidade de esticar, o que vem a calhar em determinadas situações. Max diz a Toby que ele pretende jogar justo, mas parece óbvio que Max quer apenas humilhar Toby na corrida. A corrida começa e Max corre rapidamente. É preciso um empurrãozinho extra do motor de arranque para Toby correr.
Max parece dominar a corrida, correndo pela estrada. Em um ponto, possivelmente como uma homenagem à fábula, Max finge tirar uma soneca debaixo de uma árvore, só para ver o progresso de Toby. Pensando que Max está realmente dormindo, Toby silenciosamente se arrasta por ele. Não muito tempo depois, Max levanta-se e passa dele novamente. Um pouco mais abaixo na estrada, Max passa por uma escola de meninas, e para para conversar com as coelhas. Quando Toby passa, as meninas o convidam a parar também, mas Toby educadamente recusa sua oferta, porque ele está empenhado em terminar a corrida. Max opta por ficar por um tempo, mesmo que Toby esteja na liderança. Ele é tão lento que Max não terá problemas para recuperar o atraso. Max usa o campo de esportes das meninas para mostrar suas habilidades atléticas incríveis em arco e flecha, beisebol e tênis.
Só então, Max ouve os aplausos da multidão e vê que Toby não está muito longe da linha de chegada. Ele se despede das meninas e corre, ainda confiante de que ele vai ganhar facilmente. Toby vê Max a aproximar-se e pega o ritmo, esticando as pernas. No final, a corrida está perto. Max cruza a linha de chegada e cai numa difícil parada. Uma vez que ele se levanta e olha, ele percebe que ele perdeu por um "comprimento do pescoço". A multidão corre para felicitar o vencedor: Toby Tartaruga.